# Bière de banane

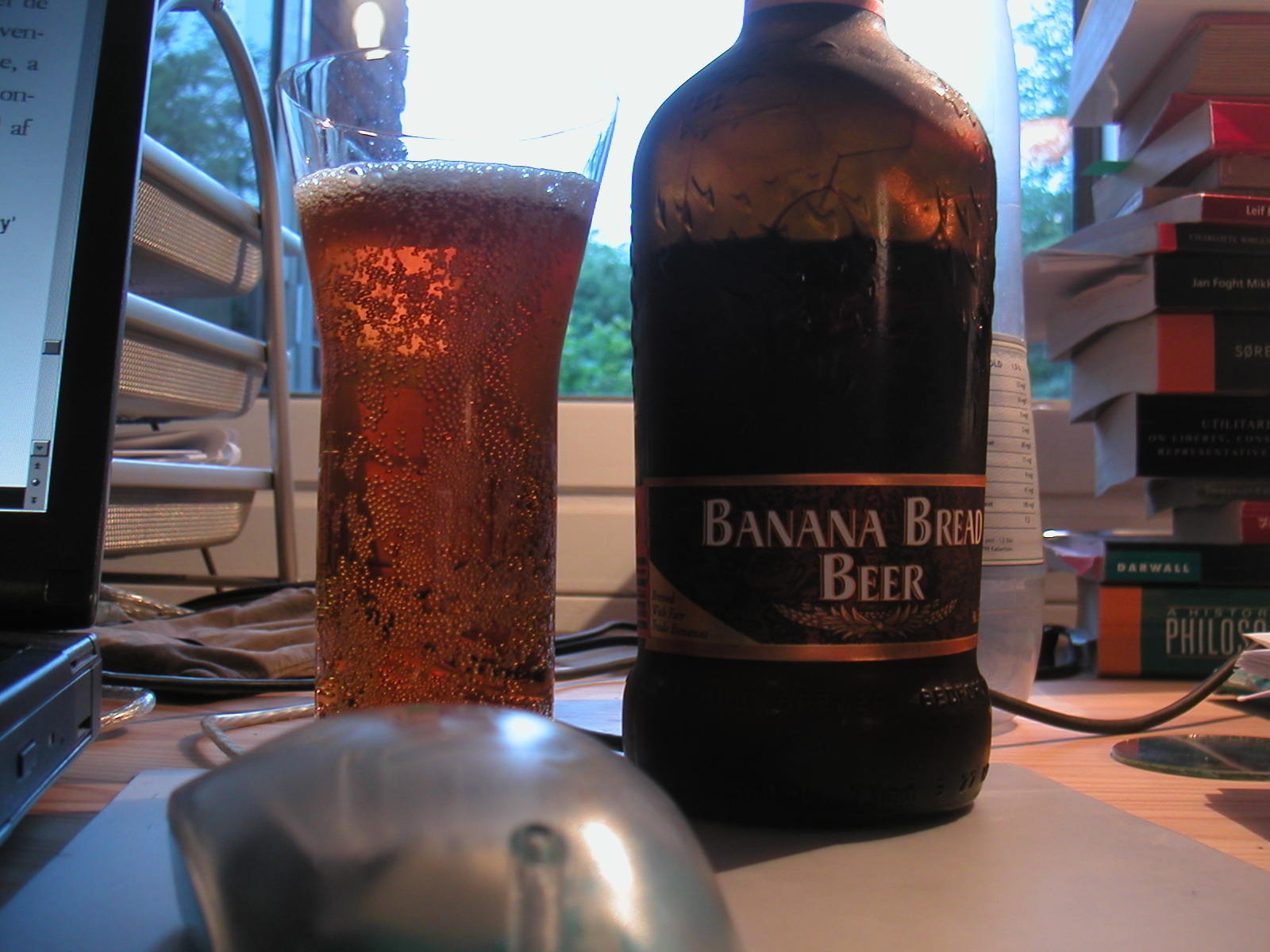
Bière de banane

La bière de banane est une boisson alcoolisée produite par fermentation de bananes.
Elle est produite en Afrique de l'Est, principalement au Burundi, en Ouganda, au Rwanda, en Tanzanie et en RD Congo,  où les bananeraies sont nombreuses.

## Kasiksi
Le kasiksi, kasi-kisi ou kasigsi est une bière artisanale issue de la fermentation des bananes à bière de la variété Musa acuminata, très populaire en pays Bashi, un peuple vivant au Sud-Kivu, en République démocratique du Congo. Dans les régions voisines du Sud-Kivu, il existe des préparations presque semblables au kasigsi et qui portent des noms différents (voir plus bas).
La fermentation se fait dans une cuve en bois recouverte de feuilles de bananiers. Le jus à fermenter est obtenu en brassant (ou en pressant) des bananes mûres à l'aide de feuilles d'une graminée (bukere) qui pousse souvent sur le flanc de la montagne. Pour préparer le jus, le brasseur écrase énergiquement les bananes dans la cuve à l'aide de ses mains et des feuilles. Une fois toutes les bananes écrasées, il ajoute une quantité suffisante d'eau pour diminuer la teneur en sucre, afin d'obtenir une teneur en alcool comprise entre 5 et 15 % volume. Le brasseur continue à remuer le contenu de la cuve, et, le moment venu, il presse le mélange de feuilles et de bananes pour en extraire le jus. Parfois, il se voit obligé de rajouter de l'eau au résidu afin d'extraire le jus encore présent.
Une préparation d’eau et de malt de mil ou de sorgho (germé, légèrement grillé et moulu), appelée "Mulolo" ou Mujimbi", sera répandue au-dessus du jus, puis le tout sera recouvert de feuilles de bananier et conservé dans un local bien chauffé durant 3 jours. Ce sont les enzymes contenus dans les graines de mil ou de sorgho germés qui permettent de poursuivre la saccharification de l'amidon résiduel des bananes et de celui du malt. La fermentation a lieu grâce à la présence de levures (Saccharomyces cerevisiae) et de lactobacilles. Selon le procédé de fabrication, la préparation titre entre 5 et 15 % en volume d'alcool. 
À la fin de la fermentation, le kasigsi est à nouveau filtré et doit être consommé dans la semaine. 
Selon la teneur en sucre et en sorgho, on obtient du kasigsi de première, deuxième ou troisième qualité. Le kasigsi est souvent aussi appelé "vin de bananes".

## Mbégé
En Tanzanie, le Mbégé ou mbege a un autre mode de préparation.

## Urwagwa

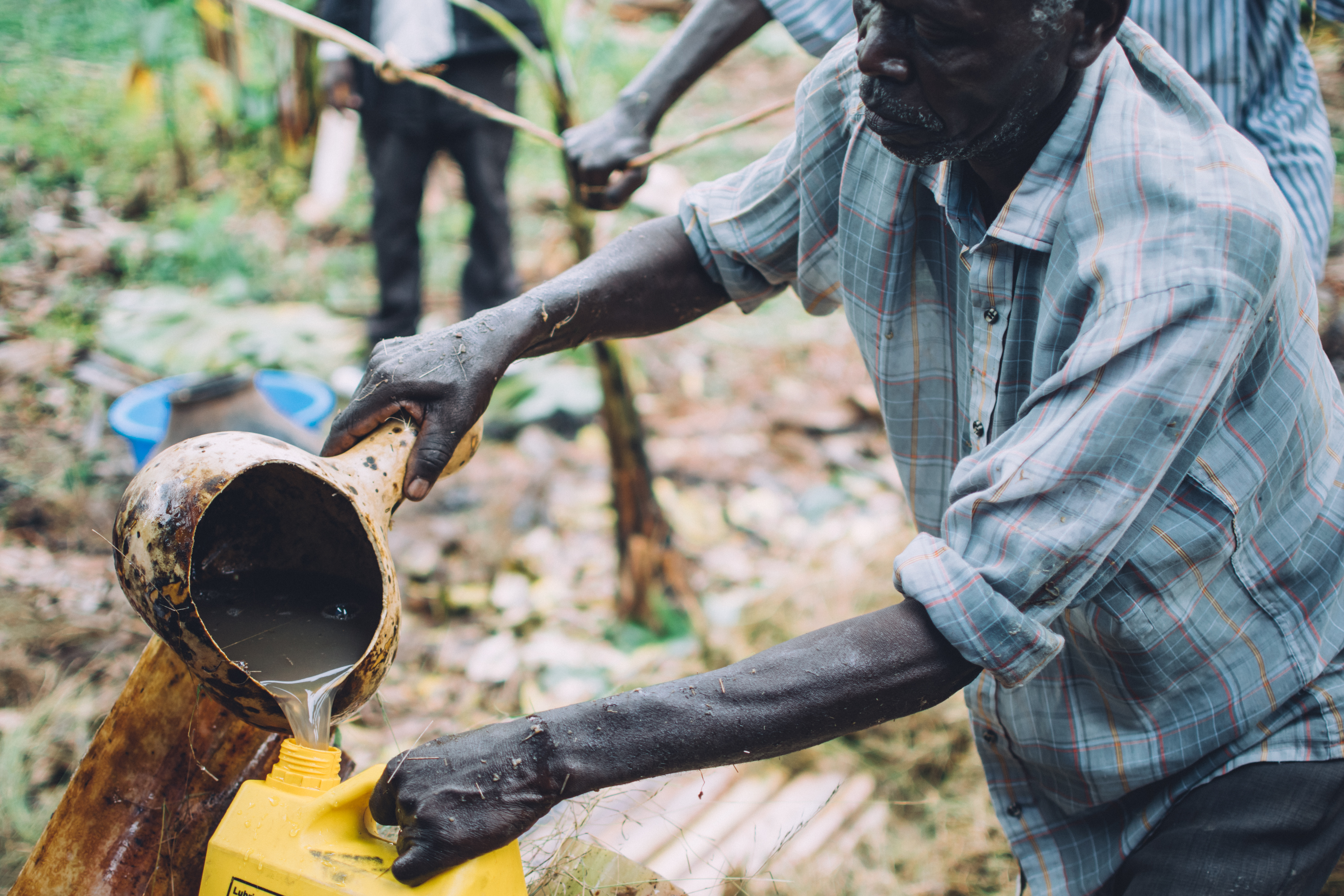
Préparation artisanale de bière de banane dans l'ouest de l'Ouganda.

En Ouganda, l'Urwagwa a encore un autre mode de préparation.
Au Rwanda et au Burundi, on trouve aussi l'"Urwagwa" ou bière de banane préparée selon la description ci-dessus ; par ailleurs, quand le jus a été fermenté sans ajout d'eau, on parle de "butunda" pour l'Ouganda et le Rwanda et de l' "Isongo" au Burundi ; d'autre part, quand on ajoute du miel au jus de banane un peu dilué et le tout fermenté, on obtient ce qu'on appelle "inkangaza" ou "Akuki" .

## Autres dénominations
- Milinda Kaki
- Urukwegamano ou Urubingwa ou Akeza
- Urwarimu
- Urwendensiya
- Warangi (Ouganda)
- Omoulamba (Ouganda)

Mélangé à d'autres produits, il change de nom, par exemple : inkangaza quand la fermentation est faite en ajoutant du miel.